# Краковский вариант польского литературного языка
Кра́ковский вариа́нт по́льского литерату́рного языка́ (также малопольский вариант польского литературного языка, краковский польский язык; пол. odmiana regionalna krakowska, odmiana regionalna małopolska, polszczyzna krakowska) — один из трёх основных региональных вариантов польского стандартного языка, отмечаемых в исконной польской языковой области наряду с познанским и варшавским. Распространён среди жителей Кракова и других городов Малопольского региона. Включает все основные языковые признаки польской литературной нормы в сочетании с немногочисленными краковскими регионализмами.
Отличия краковского польского от других региональных вариантов польского литературного языка являются незначительными и не препятствуют общению носителей указанных языковых форм. В современной Польше, включая Краков и Малопольский регион, наряду с процессами стирания территориальных языковых различий появляется тенденция к сохранению регионально окрашенной речи как части региональной идентичности.
В отличие от других польских крупных городов и основных языковых регионов в Кракове не сложился городской говор, занимающий промежуточное положение между литературным языком и местными говорами. Под сильным влиянием литературной нормы в Кракове стал преобладать регионально окрашенный литературный язык, постепенно вытеснивший разнородные смешанные языковые формы, бытовавшие на городских окраинах.

## Характеристика

### Фонетика
К наиболее характерным фонетическим чертам краковского регионального варианта польского языка относят озвончающий тип межсловной фонетики (сандхи), при котором озвончаются конечные глухие согласные и сохраняется звонкость конечных звонких согласных на стыке слов перед последующим начальным сонорным согласным или любым гласным (brat ojca [brad‿oɪ̯ca] «брат отца», dziś nagle [ʒ́iź‿nagle] «сегодня вдруг», talerz malin [talež‿mal’in] «тарелка малины»), и произношение заднеязычной носовой согласной ŋ в формах типа panienka [pańeŋka], okienko [ok’eŋko] (перед заднеязычными [k], [g], [k’], [g’], образующими группы согласных nk, n’k’, ng, n’g’ на стыке морфем). Оба явления широко распространены на обширной территории западной и южной Польши и являются признаками краковско-познанской произносительной нормы. Кроме того, в число фонетических черт краковского польского включают произношение групп согласных trz, strz, drz как cz, szcz, dż ([czy] czy «ли» и trzy «три», [szczała] strzała «стрела», [dżemać] drzemać); случаи распространения форм типа dej, dzisiej и другие признаки.

### Морфология и синтаксис
В области морфологии в краковском регионе отмечаются различия в грамматическом роде некоторых имён существительных (litra, beretka, krawatka); окончание -ę у имён существительных, обозначающих молодые существа (kurczę, prosię); в области синтаксиса — распространение конструкций типа wziąć się do czegoś, służyć przy wojsku; использование конструкций с винительным падежом вместо конструкций с партитивом типа oszczędzać światło и т. д.

### Лексика
В области лексики для краковского регионального варианта польского языка характерно сохранение в живой речи таких слов и выражений, как na polu при общепол. na dworze; jarzyna при общепол. włoszczyzna; borówki при общепол. czarne jagody; oglądnąć при общепол. obejrzeć и т. д., в том числе слов с особенностями фонетического оформления, таких, как profesór, mól, kólczyk и т. д.